# Neonerita lecourti
Neonerita lecourti är en fjärilsart som beskrevs av De Toulgoët 1983. Neonerita lecourti ingår i släktet Neonerita och familjen björnspinnare. Inga underarter finns listade i Catalogue of Life.